# Environnement au Qatar
L'environnement au Qatar est l'environnement (ensemble des éléments - biotiques ou abiotiques - qui entourent un individu ou une espèce et dont certains contribuent directement à subvenir à ses besoins) du pays Qatar.
Avec une production importante de pétrole, ce pays exerce de lourdes pressions sur l'environnement, entraînant une aggravation de la pollution et une surexploitation des ressources naturelles.

## La biodiversité au Qatar
Le climat est désertique. Les oasis contrastent par leur végétation avec les milieux arides dominants, mais les zones sèches abritent de nombreuses espèces rares ou devenues rares, menacées ou protégées. Les fonds marins abritent une grande richesse en biodiversité, notamment dans les milieux coralliens. Mais la barrière de corail du Qatar est menacée par une montée des températures de la mer.

## Impacts sur les milieux naturels

### Activités humaines

#### Transports

##### Transports terrestres

Plan du métro de Doha

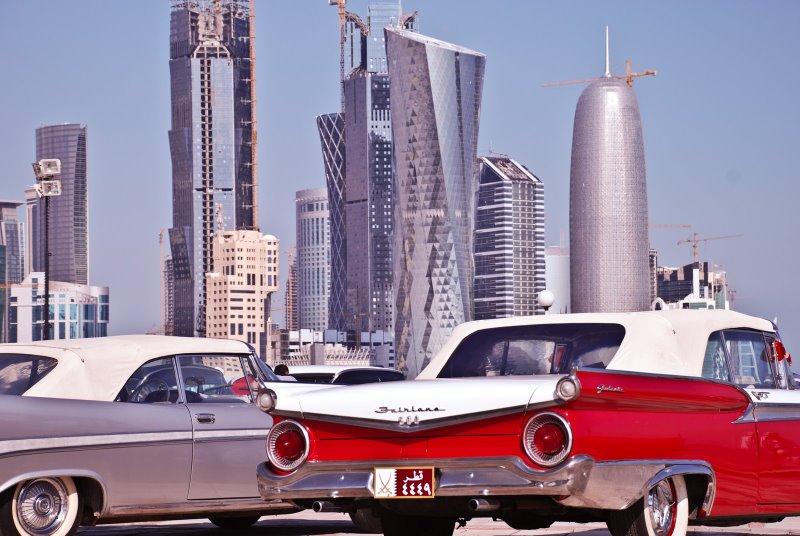
Automobiles à Doha

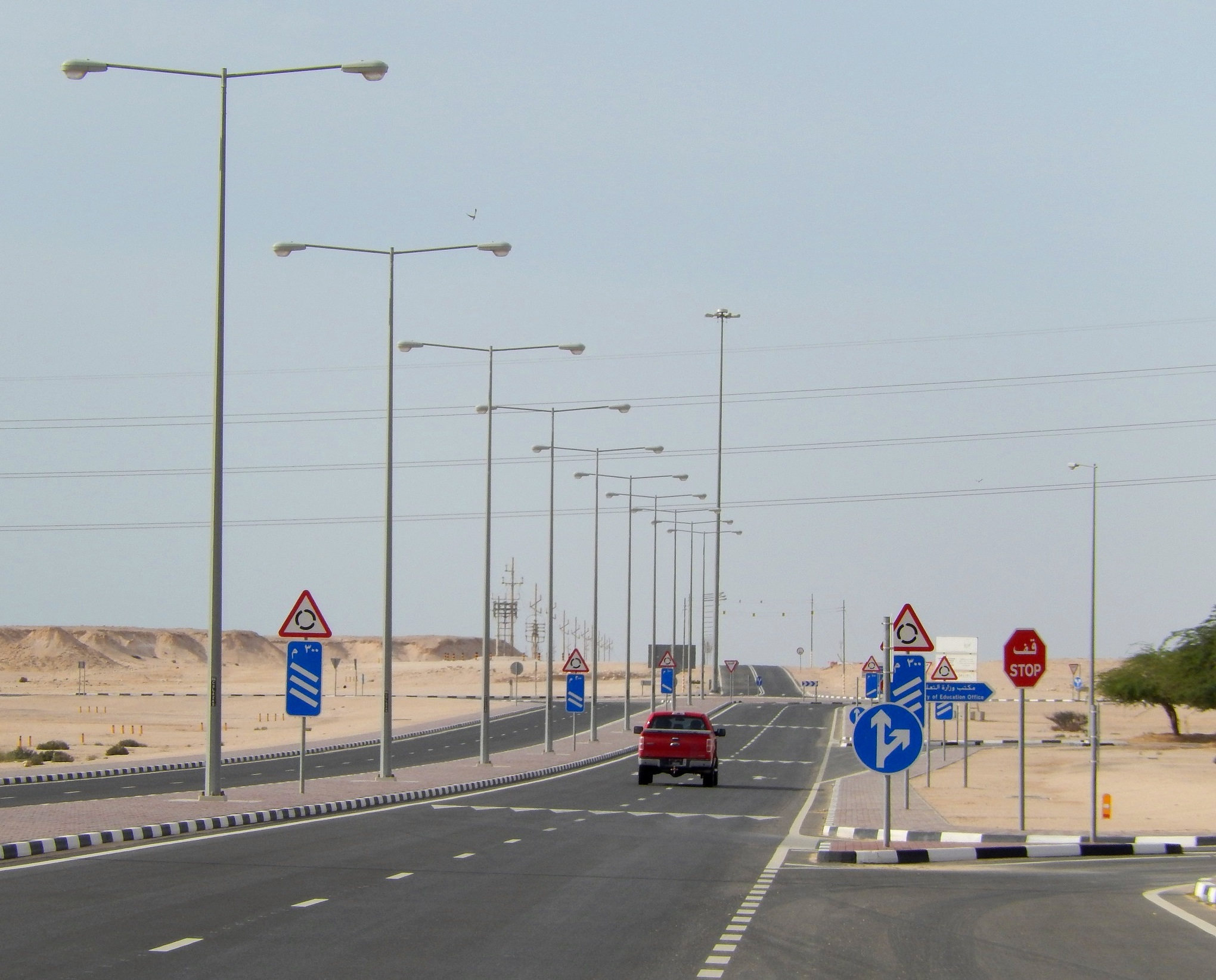
Route au Qatar

Un ensemble de bus publics couvrent la majorité des destinations du Qatar. La capitale Doha dispose d'un réseau de métro. Un tramway est en cours de construction à Lusail. Il reliera les différents quartiers de la ville et sera relié au métro de Doha.
Le pays dispose de 1 230 km de routes dont 1 100 sont goudronnées.
Il n'y a pas de réseau ferroviaire significatif au Qatar; seul l'Aéroport international Hamad dispose d'un système de transit par train.

##### Transports fluviaux et maritimes
Il existait des bateaux à voile traditionnels. 
La production et le transport du gaz liquéfié est une des principales sources de revenu de l'émirat, qui a investi dans les infrastructures de transport afin de maîtriser la chaîne logistique. Les plus gros navires méthaniers sont exploités par la Qatar Gas Transport Company.

##### Transport aérien
Dans la stratégie d'investissements du Qatar, le transport aérien a été un des premiers secteurs développés, avec un impact environnemental important.
La compagnie nationale est Qatar Airways. L'aéroport international de Doha a été remplacé par l'aéroport international Hamad en 2014.

### Pression sur les ressources

#### Pression sur les ressources non renouvelables

Production de pétrole (en fait majoritairement des condensats)

Une énorme production de gaz, essentiellement exportée

Le secteur de l'énergie au Qatar revêt une importance d'ordre mondial en raison des immenses réserves de gaz naturel dont dispose ce petit émirat : 11,6 % des réserves mondiales en 2020, au 3e rang mondial derrière la Russie (23,2 %) et l'Iran (16,5 %) ; sa part dans la production mondiale est de 4,4 %, au 5e rang mondial. Dans une moindre mesure, c'est aussi un producteur de pétrole : 15e rang mondial avec 1,7 % de la production mondiale.
- En 2021, le Qatar a produit 73,3 Mt (millions de tonnes) de pétrole, soit 1,75 Mb/j (millions de barils par jour), au 15e rang mondial avec 1,7 % du total mondial, en hausse de 2,1 % en 2021, mais en recul de 5,7 % depuis 2011[p 1]. La production de pétrole brut au sens strict — celle soumise aux quotas de l'OPEP — est beaucoup plus faible : 565 000 b/j en 2016 selon l'OPEP[5]. La production des « autres liquides », c'est-à-dire les condensats, GPL et carburants synthétiques est donc prépondérante dans ce pays, situation inhabituelle.

- L’émirat est, en 2022, le deuxième fournisseur de gaz naturel liquéfié (GNL) de l’Union Européenne, avec 16 % des approvisionnements[6].

### Pression sur les sols et l'eau
Le pays est aride et connait des problèmes qualitatifs et quantitatifs d'alimentation en eau que les systèmes de désalinisation ne peuvent à ce jour compenser. Ceci est accentué par un phénomène de désertification.
Cinq pays du Moyen-Orient (Qatar, Bahreïn, etc.) font partie du top 10 des États qui importent le plus, ramené à leur population, de produits nécessitant une utilisation excessive de la ressource en eau compte tenu de sa capacité de régénération.

### Pollutions

#### La pollution de l'air
L'air est souvent empoussiéré par les vents nocturnes, les tempêtes ou les travaux.

## Politique environnementale au Qatar

### Évaluation environnementale globale
L'empreinte écologique globale est l'une des 5 plus importantes au monde d'après le WWF.